# Hólmfríður Magnúsdóttir
Hólmfríður Magnúsdóttir, född 20 september 1984 i Reykjavik, är en isländsk fotbollsspelare som spelat i den damallsvenska klubben Kristianstads DFF. Hólmfríður gick år 2010 till den amerikanska fotbollsklubben Philadelphia Independence. 
Hon har även spelat för Islands landslag. 

## Meriter
- Isländsk mästare: 2 gånger
- Isländsk cupmästare: 3 gånger